# William Orpen
William Neweham Montague Orpen (Stillorgan, 27 novembre 1878 – Londra, 30 settembre 1931) è stato un pittore irlandese.

## Biografia
Tenente durante la prima guerra mondiale, acquistò notevole fama come artista di guerra. Tra i fondatori della National portrait society, fu tra i più prolifici ritrattisti attivi a Londra nel primo XX secolo.
Ammiratore di Francisco Goya e di Édouard Manet, Orpen si dimostrò artista eclettico ma non impersonale; la sua pittura fu ispirata dalla letteratura e si avvicinò ad uno stile classico e non accademico, pronta ad accogliere elementi delle esperienze impressioniste.
Lo storico Goddard Henry Orpen era suo cugino di secondo grado.